# NGC 6262
NGC 6262 ist eine 13,7 mag helle linsenförmige Galaxie vom Hubble-Typ S0 im Sternbild Drache. Sie ist schätzungsweise 155 Millionen Lichtjahre von der Milchstraße entfernt.
Sie wurde am 23. Oktober 1886 von Lewis A. Swift entdeckt.